# Venezia F.C.
Venezia Football Club ili jednostavno Venezia, talijanski je nogometni klub sa sjedištem u gradu Veneciji. Venezia je osnovana 19. prosinca 1907. godine. Klub se trenutačno natječe u Serie B.

## Uspjesi
Coppa Italia
- Osvajač (1): 1940./41.

Serie B
- Prvak (2): 1960./61., 1965./66.

Serie C/Serie C1
- Prvak (3): 1935./36.; 1955./56., 2016./17.

Coppa Italia Lega Pro
- Osvajač (1): 2016./17.

Serie C2
- Prvak (1): 2005./06.

Serie D
- Prvak (2): 1982./83., 2011./12.

## Stadion
Venezia igra na stadionu Pier Luigi Penzo. Stadion je otvoren 1913. godine i drugi je najstariji stadion u Italiji, poslije Genovina stadiona. Stadion je smješten na otoku Sant’Elena. Najveća posjećenost stadiona je 26.000 ljudi 1966. godine na utakmici Serie A protiv Milana. Dana 11. rujna 1970. tornado je pogodio Veneciju i prouzročio veliku štetu na stadionu. Stadion je samo djelomično popravljen, a kapacitet je smanjen na oko 5000 mjesta. Kada se klub vratio u Serie A 1998. godine kapacitet stadiona povećan je na 13.400 mjesta, ali je kasnije smanjen na 7450 mjesta.

## Poznati bivši igrači
| - Augustine Ahinful - Jimmy Algerino - Daniel Andersson - Can Bartu - Runar Berg - Joachim Björklund - Mauro Bressan - Igor Budan - Kewullay Conteh - Mario Cvitanović - Marco Delvecchio | - Maurizio Ganz - Pablo García - Michael Konsel - Nii Lamptey - Federico Magallanes - Rubén Maldonado - Filippo Maniero - Stefano Morrone - Hiroshi Nanami - Luis Oliveira - Dejan Petković | - Andrea Pierobon - Álvaro Recoba - Flavio Roma - Simone Pavan - Tomislav Rukavina - Juan Santisteban - Stefan Schwoch - Michele Serena - Andrea Silenzi - Massimo Taibi - William Viali - Christian Vieri |

## Igrački rekordi

### Najviše nastupa
| Mjesto | Ime                 | Godine                                             | Utakmica |
| ------ | ------------------- | -------------------------------------------------- | -------- |
| 1.     | Gianni Grossi       | 1960. – 1969.                                      | 269      |
| 2.     | Mario Tesconi       | 1954. – 1957., 1958. – 1964.                       | 255      |
| 3.     | Marco Modolo        | 2009. – 2010., 2015. –                             | 241      |
| 4.     | Giancarlo Filippini | 1989. – 1993., 1994. – 1998.                       | 220      |
| 5.     | Mattia Collauto     | 2004. – 2012.                                      | 218      |
| 6.     | Paolo Poggi         | 1989. – 1992., 2002. – 2003., 2004., 2006. – 2009. | 217      |
| 7.     | Mario Ardizzon      | 1956. – 1963., 1971. – 1974.                       | 215      |
| 8.     | Roberto Bellinazzi  | 1967. – 1969., 1970. – 1972., 1973. – 1974.        | 202      |
| 9.     | Francesco Pernigo   | 1938. – 1947.                                      | 197      |
| 10.    | Giovanni Bubacco    | 1957. – 1969.                                      | 191      |

### Najviše golova
| Mjesto | Ime                | Godine                                             | Utakmica |
| ------ | ------------------ | -------------------------------------------------- | -------- |
| 1.     | Francesco Pernigo  | 1938. – 1947.                                      | 70       |
| 2.     | Filippo Maniero    | 1998. – 2002.                                      | 54       |
| 3.     | Roberto Bellinazzi | 1967. – 1969., 1970. – 1972., 1973. – 1974.        | 52       |
| 4.     | Giovanni Alberti   | 1938. – 1947.                                      | 49       |
| 5.     | Joel Pohjanpalo    | 2022. – 2025.                                      | 48       |
| 5.     | Emil Zubin         | 2010. – 2012.                                      | 48       |
| 7.     | Paolo Poggi        | 1989. – 1992., 2002. – 2003., 2004., 2006. – 2009. | 44       |
| 8.     | Gino Raffin        | 1960. – 1963.                                      | 39       |
| 9.     | Adriano Zecca      | 1947. – 1949.                                      | 38       |
| 10.    | Raffaele Cerbone   | 1993. – 1996.                                      | 35       |
| 10.    | Luigi Capuzzo      | 1982. – 1987.                                      | 35       |

## Vanjske poveznice
- Službena web-stranica  Arhivirana inačica izvorne stranice od 4. listopada 2024. (Wayback Machine)